# لارس بيورن
لارس بيورن (بالسويدية: Lars Björn)‏ (16 ديسمبر 1931 – 15 أغسطس 2024) هو لاعب هوكي الجليد سويدي، ولد في 16 ديسمبر 1931 في ستوكهولم في السويد.

## وصلات خارجية
- لارس بيورن على موقع EliteProspects.com (الإنجليزية)
- لارس بيورن على موقع Eurohockey.com (الإنجليزية)
- لارس بيورن على موقع أوليمبيديا (الإنجليزية)
- لارس بيورن على موقع اللجنة الأولمبية السويدية (السويدية)